# Hjartdal
Hjartdal è un comune norvegese della contea di Telemark.

## Storia

### Simboli
Lo stemma di Hjartdal è stato approvato con delibera del consiglio comunale del 30 maggio 1988 e concesso con decreto reale del 17 febbraio 1989.